# Olivia King
Olivia King, née le 25 janvier 2001 à Waikato est une coureuse cycliste néo-zélandaise, spécialiste de la piste.

## Biographie
Initialement cycliste sur route, Olivia King, étudiante à l'Université de Waikato, a commencé sa transition vers les épreuves de vitesse sur piste et, en 2019, elle est sélectionnée pour les championnats du monde sur piste juniors qui se sont tenus en Allemagne. 
En 2022, elle décroche la médaille d'or en vitesse par équipes aux Jeux du Commonwealth.

## Palmarès sur piste

### Coupe des nations
- 2024
  - 3e de la vitesse par équipes à Adélaïde

### Jeux du Commonwealth
| Édition / Épreuve | Vitesse par équipes |
| Birmingham 2022   | Or                  |

### Championnats d'Océanie
| Édition / Épreuve | 500 mètres | Keirin | Vitesse individuelle | Vitesse par équipes |
| Brisbane 2022     |            | 9e     | 4e                   | Or                  |
| Brisbane 2023     | Bronze     |        |                      | Argent              |
| Brisbane 2025     |            | Argent |                      | Or                  |

### Championnats de Nouvelle-Zélande
- Championne de Nouvelle-Zélande de vitesse individuelle en 2022
- Championne de Nouvelle-Zélande de vitesse par équipes en 2022 et 2024